# Hoplocnemis fuliginosa
Hoplocnemis fuliginosa är en skalbaggsart som beskrevs av Hermann Burmeister 1844. Hoplocnemis fuliginosa ingår i släktet Hoplocnemis och familjen Melolonthidae. Inga underarter finns listade i Catalogue of Life.